# Круговое сверло
Круговое сверло, или балеринка — круговое регулируемое сверло с резцами, предназначенными для получения отверстий большого диаметра, обычно в дереве, фанере, ДСП. Также существуют балеринки по кафелю. При помощи шестигранного ключа резцы сверла выставляются на равное расстояние от центра, что позволяет точно регулировать диаметр выходного отверстия. Центральное спиральное сверло поддерживает вращение резцов вокруг центра. Отверстия после кругового сверла получаются с кривым, шершавым краем, который требует дополнительной обработки. С этой стороны круговое сверло проигрывает кольцевой пиле.